# 갈담초등학교 금기분교
갈담초등학교 금기분교는 전라북도 임실군 운암면 금기길 19 (운암리)에 있었던 분교이다.

## 연혁
- 1946년 11월 15일 설립인가
- 1947년 3월 3일 운암국민학교 금기분교장 개교
- 1953년 6월 30일 금기국민학교 승격
- 1967년 11월 24일 마암분교 설치
- 1986년 6월 3일 병설유치원 개원
- 1996년 3월 1일 갈담초등학교 금기분교로 개칭(마암분교는 운암초등학교로 편입)
- 1998년 6월 1일 본교로 통폐합